# 스티븐 스트라스버그
스티븐 제임스 스트라스버그(영어: Stephen James Strasburg, 1988년 7월 20일~)는 미국의 야구 선수로 2009년부터 14년동안 메이저 리그 워싱턴 내셔널스에서 뛰었다. 2008년 하계 올림픽 야구 종목에서 미국 국가대표팀 소속으로 동메달을 획득했으며 2009년 아마추어 드래프트에서 1라운드 1픽으로 워싱턴 내셔널스에 드래프트되었다. 그는 이 드래프트에서 역사상 1라운드 1픽으로 투수가 뽑힌 14번째 선수가 되었다. 

## 약력
- 2007~2009년 샌디에이고 주립 대학교
- 2008년 베이징 올림픽 미국 대표팀
- 2009년~2023년 워싱턴 내셔널스 투수

## 스카우팅 리포트

### 메카닉
어린 투수들을 평가할 때 같은 투구폼을 지속적으로 반복하는지의 여부는 매우 중요한 요소이다. 그런데 스트라스버그는 이에 능숙한 모습을 보여주고 있다. 이는 왜 그가 실투가 적은지를 설명해준다. 그러나 셋포지션 자세에선 살짝 문제가 있으며 향후 발전이 필요하다. 스트라스버그는 구속을 낼 때 하체가 큰 역할을 한다. 와인드업을 시작할 때 가슴 중간, 글러브 바로 밑까지 다리를 들어올린 후 다리를 내리면서 플레이트를 향해 스트라이드를 시작한다. 던지는 손의 팔뚝은 거의 공과 수평 위치에 있으며 양쪽 팔꿈치는 모두 어깨 높이에 있다. 엉덩이와 어깨는 완전히 오픈되어 있다.

### 패스트볼
20-80 레이팅에서 80점으로 평가받는 패스트볼은 스트라스버그의 주무기이다. 경기 내내 97~99마일의 공을 던지지만 셋포지션 자세에서는 평균 95-97마일의 공을 던진다. 같은 90마일 후반대의 구속을 보유한 릴리버와 비교해서도 오히려 더 앞서는 무브먼트를 가지고 있다. 하드 싱커처럼 보이는 90마일 중후반의 투심 패스트볼은 그 구속과 무브먼트로 좌타자의 몸쪽을 계속 공략한다면 타자로서는 절대 쳐낼 수 없을 것이다. 스피드건에 세 자릿수 숫자를 종종 찍어주기도 하는 스트라스버그는 종종 너무 스트라이크만 던지는 느낌을 받을 때도 있다. 그러나 대부분의 공을 낮게 제구하고 있다. 엄청난 무브먼트와 함께 어느 정도 땅볼을 유도하는 능력도 보유하고 있다.

### 커브
커브인지 슬라이더인지 의견이 갈리지만 대부분의 스카우트는 이를 커브로 부른다. 어떻게 부르든 이 브레이킹볼은 대략 79-82마일정도의 구속을 가지고 있으며 11-5시의 각으로 떨어진다. 20-80 레이팅에서 70점으로 평가받는 이 커브는 패스트볼과 비슷한 궤적으로 오다가 급격히 떨어지기에 더욱 위력적이다.

### 체인지업
88~92마일의 체인지업은 소수의 스카우트들은 이미 플러스 피치라고 평가하긴 하지만 아직 부족한점이 많고 더 발전시켜야 할 구질이다. 자신의 세가지 구질을 잘 믹스해서 던지고 있으며 이는 그 세가지 구질의 위력을 더욱 증가시켜 준다. 20-80 레이팅에서 60점으로 평가받고 있다.

### 총평
스티븐 스트라스버그는 엄청난 개수의 삼진과 적은 볼넷 그리고 그럭저럭 괜찮은 땅볼 비율을 기대할만한 선수다. 그리고 투수에게 있어서 이 이상으로 기대할만한 것은 존재하지 않는다. 워싱턴 내셔널스 프랜차이즈 역사를 바꿔놓을 만한 재능을 가진 스트라스버그는 건강을 유지하기만 한다면 매년 사이영상에 도전해볼만한 구위를 보유하고 있다.

## 아마추어 선수 시절
스트라스버그는 샌디에이고 주립 대학교를 졸업하였다. 2009년 5월 9일에는 공군사관학교를 상대로 9이닝동안 116개의 공을 던지며 탈삼진 17개 사사구 2개만 허용하며 생애 최초로 노히트노런도 기록했다. 스트라스버그의 2009년 최종 성적은 13승 1패, 1.32의 평균자책점, 109이닝동안 탈삼진 195개이다. 그리하여 그 해의 최고의 아마추어 야구선수에서 주어지는 상인 골든 스파이크 상을 2009년에 수상하였다.
| Year | Age | Team | League | lvl  | W  | L | ERA  | G  | GS | CG | SHO | SV | IP    | H  | R  | ER | HR | BB | SO  | AVG   | WHIP |
| ---- | --- | ---- | ------ | ---- | -- | - | ---- | -- | -- | -- | --- | -- | ----- | -- | -- | -- | -- | -- | --- | ----- | ---- |
| 2007 | 18  | SDS  | MWC    | NCAA | 1  | 3 | 2.43 | 25 | 0  | 0  | 0   | 7  | 37.0  | 16 | 25 | 11 | 0  | 15 | 47  | 0.221 | 0.89 |
| 2008 | 19  | SDS  | MWC    | NCAA | 8  | 3 | 1.57 | 13 | 13 | 4  | 2   | 0  | 97.1  | 61 | 5  | 25 | 1  | 16 | 133 | 0.179 | 0.79 |
| 2009 | 20  | SDS  | MWC    | NCAA | 13 | 1 | 1.32 | 15 | 15 | 2  | 2   | 0  | 109.0 | 65 | 4  | 17 | 4  | 19 | 195 | 0.195 | 0.77 |

## 메이저 리그 선수 시절

### 드래프트 및 입단

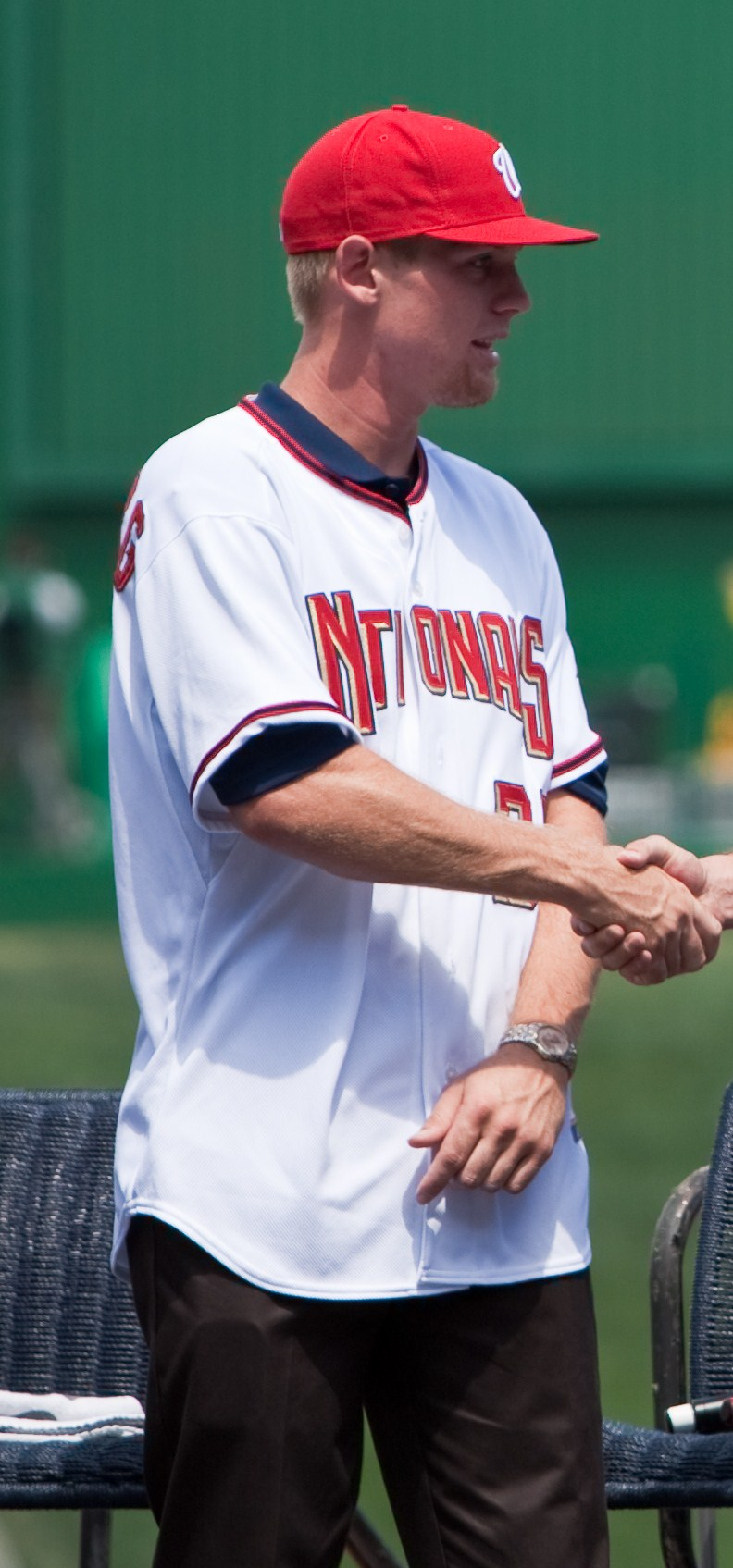
워싱턴 내셔널스와 계약한 스티븐 스트라스버그

스트라스버그는 2009년 아마추어 드래프트에서 1라운드 1픽으로 워싱턴 내셔널스에 뽑혔다. 그 후 계약 마감시한인 2009년 8월 18일 워싱턴 내셔널스와 4년간 약 1510만달러에 계약에 합의했다. 이는 2001년 전체 2순위로 시카고 컵스에 입단한 마크 프라이어의 1050만달러(5년)를 뛰어넘는 메이저 리그 역대 신인 최고 계약금이었다. 당초 스트라스버그의 에이전트인 스캇 보라스는 스트라스버그는 당장 메이저 리그에서 통할 기량을 가지고 있는 만큼, 신인 계약이 아닌 해외 자유선수계약과 비교해야 옳다며 마쓰자카 다이스케(6년 5200만달러)나 호세 콘트레라스(4년 3200만달러)급의 대우를 하지 않으면 계약하기 어려울 것이라고 워싱턴 내셔널스에 으름장을 놓았다. 이에 워싱턴 내셔널스는 최근의 어려운 경제사정과 좋지 않은 선례를 남길 수 있다는 부담감 때문에 난색을 표해오다가 결국 계약했다. 워싱턴 내셔널스는 10월에는 교육 리그에서 뛰게하고 그 후엔 애리조나 겨울 리그에서 뛰게 할 생각이라고 밝혔다.

### 데뷔전
스티븐 스트라스버그의 데뷔전은 2009년 6월 9일에 이루어졌는데, 이미 마이너 리그 등판때마다 구장 매진을 만들어냈던 스트라스버그의 경기를 보려는 사람들로 워싱턴 홈 구장은 개막전에 이어서 다시 한번 가득찼다. 워싱턴 내셔널스의 팬들은 스트라스버그의 공 하나하나에 환호성을 지르면서 2아웃에 스트라이크 하나면 이닝 교대가 되는 매 상황에서는 관중들이 기립하는 진귀한 상황이 연출되었다. 이러한 팬들의 기대에 부흥해 마지막 7타자는 모두 연속해서 삼진으로 잡는 등 7이닝 2실점을 기록하며 첫 경기에서 첫 승을 수확하였다.
| Pitchers             | IP | H | R | ER | BB | SO | HR | PC-ST | ERA  |
| -------------------- | -- | - | - | -- | -- | -- | -- | ----- | ---- |
| S.Strasburg (W, 1-0) | 7  | 4 | 2 | 2  | 0  | 14 | 1  | 94-65 | 2.57 |

### 부상 및 복귀

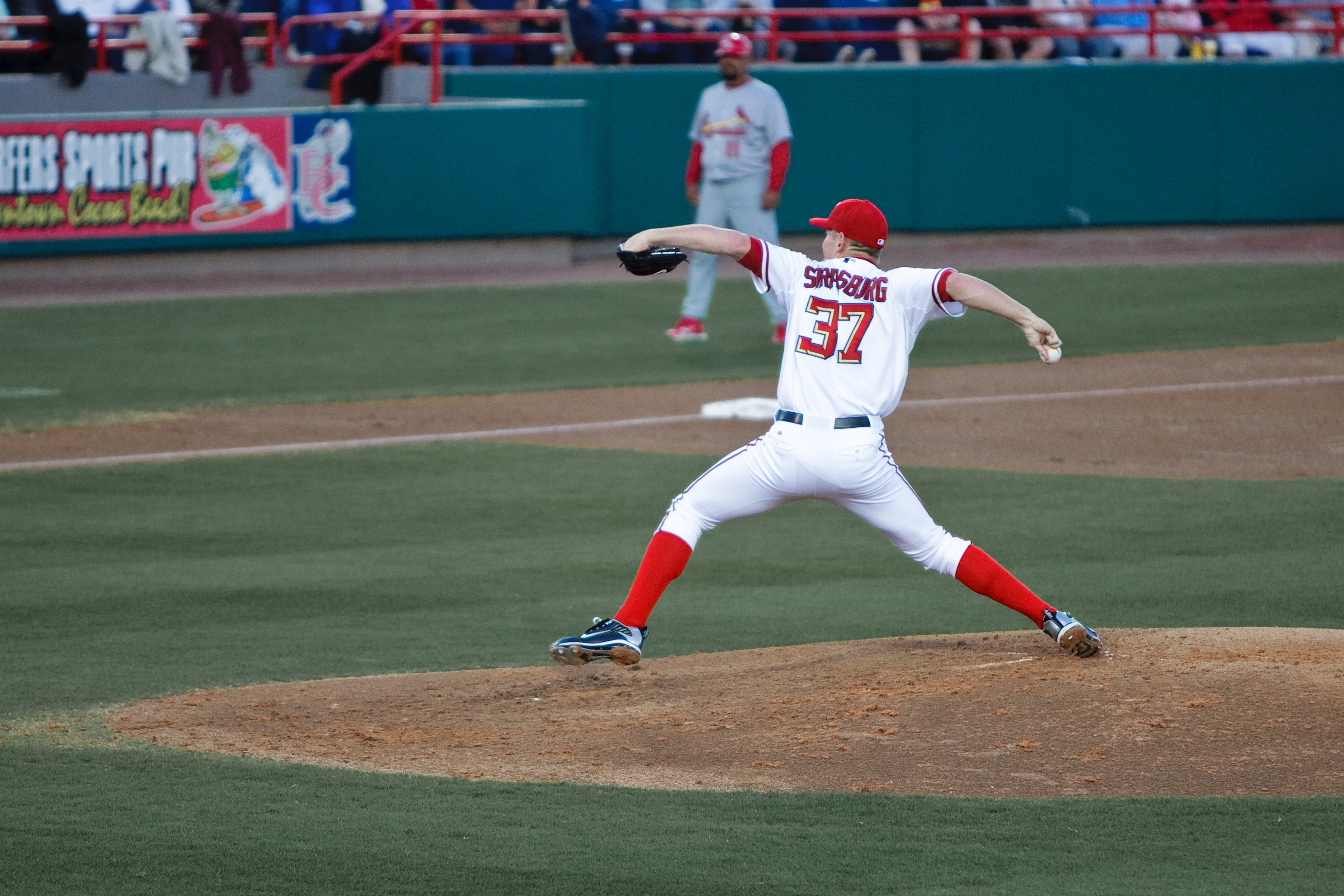
역동적인 투구폼의 스티븐 스트라스버그

그 후 총 12경기에 등판한 스티븐 스트라스버그는 89⅔이닝 동안 5승 3패 평균자책점 2.91 탈삼진 92개의 좋은 성적을 남기고 있었지만 2010년 8월 22일 등판 중 어깨에 통증을 느끼고 교체된 후 결국 토미존 서저리를 받게 된다. 팔꿈치 인대 접합수술인 토미존 서저리를 받게 될 경우에는 최소 12개월에서 최대 18개월 동안 회복기간이 필요해 자칫 2011 시즌도 결장할 가능성이 컸는데, 이에 스트라스버그는 "새로운 도전이다"면서 "나는 최고가 되고 싶다. 이제 재활에 최선을 다해서 하루 빨리 이곳에 돌아오고 싶다"고 말했다. 스트라스버그는 자신의 약속을 지키기라도 한 듯 열심히 재활을 마치고 2011년 9월 7일 복귀했다. LA 다저스와의 홈경기에 선발 등판한 스트라스버그는 5이닝 2피안타 무실점 4탈삼진을 기록하며 성공적인 복귀전을 이뤄냈다. 그 후 남은 경기에서 24이닝동안 1승 1패 평균자책점 1.50을 기록하며 2012시즌을 기다리는 워싱턴 내셔널스 팬들을 설레게 만들었다.

### 현재(2012/05/03)
성공적인 복귀 시즌을 마친 스티븐 스트라스버그는 2012년 첫 풀타임 시즌을 맞이했다. 하지만 스프링 캠프에서 아무리 승패가 의미없다고는 하지만 23과 2/3이닝에서 1승 4패에 평균자책점 4.18을 기록하는 등 경기 내용이 별로 좋지 않아 우려를 샀다. 하지만 시즌이 시작된 후 2012년 5월 1일까지 이제는 부상의 위험은 없다는 것을 과시라도 하듯 5경기에 모두 선발 등판해 32이닝동안 2승 무패 평균자책점 1.13 탈삼진 34개의 좋은 성적을 기록하고 있다. 스트라스버그는 이러한 활약을 바탕으로 2012년 5월 3일 메이저 리그 내셔널 리그 4월의 투수상을 수상하였다. 그의 활약덕분에 워싱턴 내셔널스는 현재 15승 9패를 기록하며 내셔널 리그 동부지구 선두 자리를 지키고 있다.

## 통산기록
| W | L | ERA  | G  | GS | CG | SHO | SV | IP    | H  | R  | ER | HR | BB | SO  | AVG   | WHIP  | SO/BB |
| - | - | ---- | -- | -- | -- | --- | -- | ----- | -- | -- | -- | -- | -- | --- | ----- | ----- | ----- |
| 8 | 4 | 2.18 | 22 | 22 | 0  | 0   | 0  | 124.0 | 93 | 34 | 30 | 5  | 25 | 150 | 0.209 | 0.952 | 6.00  |

| Year | Age | Team | League | W | L | ERA  | G  | GS | CG | SHO | SV | IP   | H  | R  | ER | HR | BB | SO | AVG   | WHIP  | SO/BB |
| ---- | --- | ---- | ------ | - | - | ---- | -- | -- | -- | --- | -- | ---- | -- | -- | -- | -- | -- | -- | ----- | ----- | ----- |
| 2010 | 21  | WSN  | NL     | 5 | 3 | 2.91 | 12 | 12 | 0  | 0   | 0  | 68.0 | 56 | 25 | 22 | 5  | 17 | 92 | 0.221 | 1.074 | 5.41  |
| 2011 | 22  | WSN  | NL     | 1 | 1 | 1.50 | 5  | 5  | 0  | 0   | 0  | 24.0 | 15 | 5  | 4  | 0  | 2  | 24 | 0.179 | 0.708 | 12    |
| 2012 | 23  | WSN  | NL     | 2 | 0 | 1.13 | 5  | 5  | 0  | 0   | 0  | 32.0 | 22 | 4  | 4  | 0  | 6  | 34 | 0.195 | 0.875 | 5.67  |

| W | L | ERA  | G  | GS | CG | SHO | SV | IP   | H  | R  | ER | HR | BB | SO | WHIP  | SO/BB |
| - | - | ---- | -- | -- | -- | --- | -- | ---- | -- | -- | -- | -- | -- | -- | ----- | ----- |
| 7 | 2 | 1.30 | 11 | 11 | 0  | 0   | 0  | 55.1 | 31 | 14 | 8  | 1  | 13 | 65 | 0.795 | 5.0   |

## 수상경력
- 2008년 베이징 올림픽 '야구' 부문 동메달
- 2009년 골든 스파이크 상
- 2012년 내셔널 리그 이달의 투수상

## 같이 보기
- 올림픽 야구 메달리스트 목록